# EE Cephei
EE Cephei (kurz EE Cep) ist ein ungewöhnliches Sternsystem, das vermutlich aus einem Be-Stern besteht, das von einem sehr leuchtschwachen Objekt umrundet wird, das wiederum von einer Staubscheibe umgeben ist. Letzteres ist die plausibelste Interpretation von charakteristischen, periodischen Helligkeitsabfällen, die zwischen etwa 0,5 und 2,0 mag variieren. Diese Konstellation eines bedeckungsveränderlichen Sterns ist sehr selten und ungewöhnlich.
Der Hauptstern hat eine sehr hohe Rotationsgeschwindigkeit, die nahe an der kritischen Obergrenze liegen dürfte. Die dadurch bedingte, stark eiförmige Form des Sterns führt zu einer ungleichmäßigen Verteilung der Strahlungsflussdichten über die Oberfläche (Von-Zeipel-Theorem / gravity darkening). Der dunklere Begleiter bedeckt von der Erde aus gesehen den Be-Stern mit einer Periode von 5,6 Jahren. Die Form der dabei zu beobachtenden Helligkeitsabfällen und die veränderliche, vom betrachteten Wellenlängenbereich annähernd unabhängige Abdunklung lassen sich am besten dadurch erklären, dass der Begleiter von einer gegen die Bahnachse präzessierenden Staubscheibe umgeben wird (ähnlich wie Epsilon Aurigae). Durch die Präzession werden jeweils andere Teile des Sterns durch die Scheibe bedeckt.

## Tabelle der Bedeckungen
| Bedeckung | Jahr | Dauer     | Ref         |
| −1        | 1947 |           | [ 4 ]       |
| 0         | 1952 | ≈ 40 Tage | [ 5 ]       |
| 1         | 1958 |           | [ 5 ]       |
| 2         | 1964 |           | [ 4 ] [ 5 ] |
| 3         | 1969 | ≈ 60 Tage | [ 5 ]       |
| 4         | 1975 |           | [ 6 ]       |
| 5         | 1980 |           | [ 4 ] [ 7 ] |
| 6         | 1986 |           | [ 4 ]       |
| 7         | 1992 | ≈ 1 Monat | [ 4 ]       |
| 8         | 1997 | ≈ 1 Monat | [ 8 ]       |
| 9         | 2003 | ≈ 44 Tage | [ 5 ]       |
| 10        | 2009 | ≈ 90 Tage | [ 4 ] [ 9 ] |
| 11        | 2014 |           |             |